# Governatore generale di Grenada
Il Governatore generale di Grenada è il rappresentante a Grenada del sovrano britannico. La carica è stata istituita il 7 febbraio 1974, a seguito dall'indipendenza dal Regno Unito. 
Per una lista dei governatori di Grenada prima dell'indipendenza, vedi Governatori coloniali di Grenada.

## Funzioni
Il Governatore generale è il rappresentante della monarchia britannica a Grenada. Funge da capo di Stato per conto del sovrano britannico.

## Elenco dei Governatori generali
| # | Nome              | Ritratto | Mandato inizio    | Mandato fine      | Monarca       |
| - | ----------------- | -------- | ----------------- | ----------------- | ------------- |
| 1 | Leo de Gale       |          | 7 febbraio 1974   | 30 settembre 1978 | Elisabetta II |
| 2 | Paul Scoon        |          | 30 settembre 1978 | 6 agosto 1992     | Elisabetta II |
| 3 | Reginald Palmer   |          | 6 agosto 1992     | 8 agosto 1996     | Elisabetta II |
| 4 | Daniel Williams   |          | 8 agosto 1996     | 27 novembre 2008  | Elisabetta II |
| 5 | Carlyle Glean     |          | 27 novembre 2008  | 7 maggio 2013     | Elisabetta II |
| 6 | Cécile La Grenade |          | 7 maggio 2013     | in carica         | Elisabetta II |